# Слупно (гміна)
Гміна Слупно (пол. Gmina Słupno) — сільська гміна у центральній Польщі. Належить до Плоцького повіту Мазовецького воєводства.
Станом на 31 грудня 2011 у гміні проживало 6713 осіб.

## Площа
Згідно з даними за 2007 рік площа гміни становила 74.71 км², у тому числі:
- орні землі: 68.00%
- ліси: 15.00%

Таким чином, площа гміни становить 4.15% площі повіту.

## Населення
Станом на 31 грудня 2011:
| Опис     | Загалом | Загалом | Чоловіки | Чоловіки | Жінки | Жінки |
| -------- | ------- | ------- | -------- | -------- | ----- | ----- |
| одиниця  | осіб    | %       | осіб     | %        | осіб  | %     |
| все      | 6713    | 100     | 3346     | 49.84    | 3367  | 50.16 |
| міське   | 0       | 100     | 0        |          | 0     |       |
| сільське | 6713    | 100     | 3346     | 49.84    | 3367  | 50.16 |

## Сусідні гміни
Гміна Слупно межує з такими гмінами: Бодзанув, Ґомбін, Радзаново, Слубіце.